# 舍甫琴科區

舍甫琴科區在基辅市的位置

舍甫琴科區（羅馬化：Shevchenkivskyi raion）是烏克蘭首都基輔的一個區，位於該市中部，處於第聶伯河右岸，面積27平方公里。2004年，人口225155，人口密度每平方公里8339.07人。

## 建築
舍甫琴科區擁有多間大學，區內四處可見學生酒吧、高雅的餐廳和藝廊，而占地廣大的比薩拉比亞市場（Bessarabsky Market）則匯集了各式農產品攤販。壯觀的金门是仿照該城市原始的中世紀門樓而建。聖索菲亞主教座堂（St. Sophia's Cathedral）以11世紀的精美馬賽克作品聞名，而聖米迦勒金頂修道院（St. Michael's Golden-Domed Monastery）的鐘樓內則設有博物館。